# Clarence Island
Clarence Island – najdalej na wschód wysunięta wyspa w archipelagu Szetlandów Południowych. 

## Nazwa
Wyspa została nazwana przez Edwarda Bransfielda (ok. 1785–1852) na cześć księcia Wiliama, ówczesnego księcia Clarence, a późniejszego króla Wielkiej Brytanii Wilhelma IV. 
W 1821 roku Fabian Bellingshausen (1778–1852) nazwał wyspę Остров Шишкова na cześć wiceadmirała Aleksandra Szyszkowa (1754–1841). 

## Geografia
Najdalej na wschód wysunięta wyspa archipelagu Szetlandów Południowych , leżąca ok. 30 na wschód od Elephant Island . Ma ok. 19 km długości, a jej powierzchnia wynosi 161,6 km² . Jej najwyższym wzniesieniem jest Mount Irving (1924 m n.p.m.). Wyspa jest niezamieszkana . 
U jej wschodnich wybrzeży, ok. 100 m od brzegu, leży niewielka Sugarloaf Island . Wysepka wraz z sąsiadującym wybrzeżem Clarence Island i pasem morza pomiędzy nimi tworzy ostoję ptaków IBA z uwagi na obecność kolonii pingwinów maskowych oraz wielu ptaków morskich, m.in. fulmarów południowych . 
Na obszarze Clarence Island wytyczono trzy kolejne ostoje ptaków IBA:
- Craggy Point – z uwagi na obecność kolonii pingwinów złotoczubych[5]
- Chinstrap Cove – z uwagi na obecność kolonii pingwinów maskowych[6]
- Cape Bowles – z uwagi na obecność kolonii pingwinów maskowych[7]

## Historia
Wyspa została odkryta i pobieżnie naniesiona na mapę przez Edwarda Bransfielda (ok. 1785–1852), który wylądował na przylądku Cape Bowles 4 lutego 1820 roku. Ponownie zmapowana w 1821 roku przez Fabiana Bellingshausena (1778–1852). Wyspa była rzadko odwiedzana, nawet w okresie rozwoju polowań na foki. 
Po zniszczeniu statku „Endurance”, Ernest Shackleton (1874–1922) wraz z załogą mijał Clarence Island w łodziach ratunkowych, jednak wylądował na Elephant Island. 
Wyspa została ponownie zampowana w latach 1933–1937, w 1957 roku sfotografowana z powietrza przez uczestników Falkland Islands and Dependencies Aerial Survey Expedition (FIDASE) . 
W latach 1970–1971 wyspę badała Joint Services Expedition to Elephant Island (JSEEI)  – brytyjska ekspedycja pod kierownictwem Malcolma Burley’a (1927–2010), która 6 grudnia 1970 roku zdobyła szczyt Mount Irving.